# Fernando Díaz (conde de Lantarón y Cerezo)
Fernando Díaz (fl. 917-924), conde y tenente en Lantarón y Cerezo. Hijo de Diego Rodríguez, aparece gobernando Lantarón y Cerezo en 923.
En 917, después de la muerte del conde Gonzalo Fernández, aparece como conde en Castilla un Fernando, sin mencionar su patronímico. Este conde Fernando pudo haber sido o bien Fernando Díaz o el conde Fernando Ansúrez En enero de 918, Fernando Díaz también aparece suscribiendo un diploma en la Catedral de León como Fredinandus Didazi, comes.
Acompañó a las tropas de los reyes Ordoño II de León y Sancho Garcés I de Pamplona en la conquista de La Rioja que fue definitiva en 924.
Tuvo por lo menos dos hermanos: Gómez Díaz, alférez del conde Fernán González, y Gonzalo Díaz.
| Predecesor: Gonzalo Téllez | Conde de Lantarón y Cerezo 923 | Sucesor: Álvaro Herraméliz |